# 10789 Майкрід
10789 Майкрід (10789 Mikeread) — астероїд головного поясу, відкритий 5 листопада 1991 року.
Тіссеранів параметр щодо Юпітера — 3,277.